# Kapeavesi
Kapeavesi är en sjö i kommunen Sulkava i landskapet Södra Savolax i Finland. Arean är 42 hektar och strandlinjen är 5,23 kilometer lång. Sjön  ingår i Vuoksens huvudavrinningsområde.   Den ligger omkring 47 kilometer öster om S:t Michel och omkring 240 kilometer nordöst om Helsingfors. 